# Línea 250 (Santa Fe Provincia)
La línea 250 (línea C) de permiso precario provincial de Santa Fe es una línea de transporte público de pasajeros interurbana con recorrido entre las ciudades de Santo Tomé, Santa Fe y San José del Rincón, Argentina. El servicio está actualmente operado por el grupo empresario Rosario Bus.
Su recorrido ha sido extendido y conecta las localidades de Sauce Viejo, Santo Tomé, Los Zapallos/Vuelta del Pirata, Arroyo Leyes y San José del Rincón con la ciudad de Santa Fe, bajo la denominación de línea «C».
Anteriormente el servicio de la línea 250 era explotado por la empresa «Santo Tomé» SRL, luego de absorber el mismo desde la prestataria anterior, «Micro Ómnibus Línea L» SRL.

## Recorridos
Servicio diurno y nocturno.
|  |  | KBHFa |

|  | KBHFa | BHF |  |

|  | STRl | ABZg+r |  |

|  | KBHFa | BHF |  |

|  | STRl | ABZg+r |  |

|  |  | BHF |

|  | STR+l | ABZgr |  |

|  | KBHFe | BHF |  |

|  |  | KBHFe |